# Thecla azia
Thecla azia är en fjärilsart som beskrevs av William Chapman Hewitson 1873. Thecla azia ingår i släktet Thecla och familjen juvelvingar. Inga underarter finns listade i Catalogue of Life.